# Diego Martin
Diego Martin (Anhörenⓘ) ist eine trinidadische Stadt im Nordwesten der Insel Trinidad, die die Hauptstadt der gleichnamigen Verwaltungsregion bildet.

## Geographie

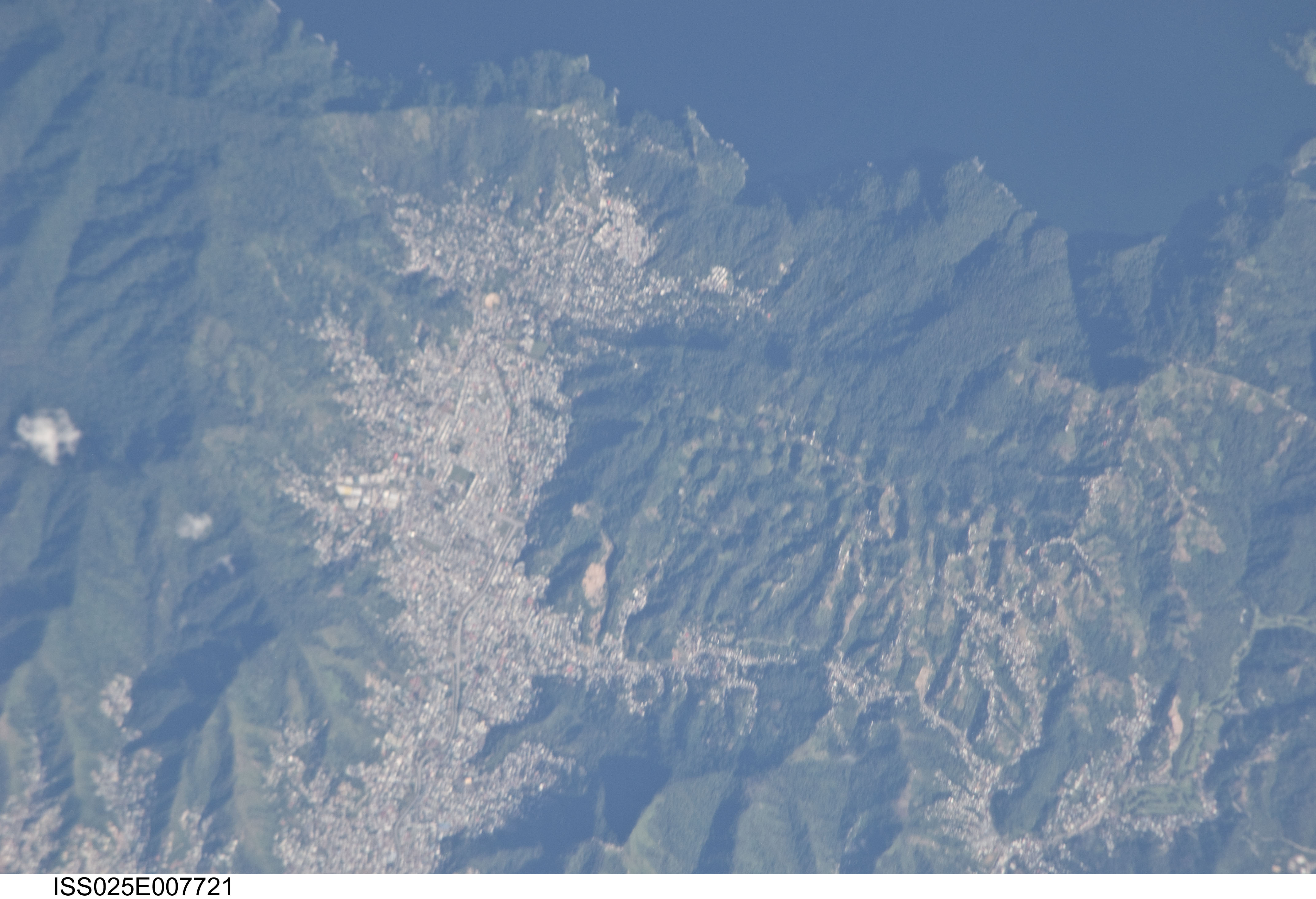
Satellitenaufnahme von Diego Martin

Diego Martin liegt etwas westlich der Hauptstadt Port of Spain und nordöstlich von Carenage. Es ist eine dicht bevölkerte Gegend in einem Tal der Northern Range, durch das der Diego Martin River verläuft.

## Geschichte
Die Stadt wurde nach dem Diego Martin River benannt, und dieser wiederum nach dem spanischen Eroberer Don Diego Martin. Die Gegend wurde zuerst in den 1780er-Jahren von französischen Plantagenbesitzern und ihren Sklaven besiedelt, die dort lebende Indianer (Kariben oder Arawak) verdrängten. Ausschlaggebend für die Inbesitznahme des Tals war seine durch den Diego Martin River, der das Tal zu einem der fruchtbarsten der Northern Range machte.
Diego Martin besteht aus vielen einzelnen Ortschaften, zum Beispiel Congo Village, Diamond Vale, Green Hill, Patna Village, Petit Valley, La Puerta, Rich Plain, River Estate und Sierra Leone.

## Söhne und Töchter der Stadt
- Clive Bradley (1936–2005), Steelpan-Arrangeur
- Carlos Edwards (* 1978), Fußballspieler
- Wendy Fitzwilliam (* 1972), Miss Universe 1998